# پرتسفلد
پرتسفلد (به آلمانی: Pretzfeld) یک شهر در آلمان است که در فورشایم واقع شده‌است. پرتسفلد ۲٬۴۷۰ نفر جمعیت دارد.

## خواهرخوانده
شهر برتسفلد خواهرخواندهٔ پرتسفلد هست.